# Opiekunka (film 1999)
Opiekunka, alternatywny tytuł Jenny i dzieciaki (ang. Au Pair) – amerykańska komedia z 1999 roku w reżyserii Marka Griffithsa. Zdjęcia kręcono w Paryżu i Budapeszcie.
Film doczekał się dwóch kontynuacji: Opiekunka: Dalszy ciąg bajki (2001) oraz Opiekunka: Przygoda w raju (2009). Emitowano go w Polsce za pośrednictwem telewizji Jetix i Jetix Play.
Absolwentka wyższej uczelni przez pomyłkę dostaje pracę opiekunki dzieci swojego szefa. 

## Obsada
- Gregory Harrison – Oliver Caldwell
- Heidi Lenhart – Jenny Morgan
- John Rhys-Davies – Nigel Kent
- Jane Sibbett – Vivian Berger
- Balázs Tardy – Farmer
- Michael Woolson – Charlie
- Larry Robbins – Ernie
- Simon Szabó – Wytatuowany punk
- Gyorgy Fabry – Włoch
- Jake Dinwiddie – Alex Caldwell
- Debbie Javor – Wendy
- Robin Jahncke – Dziewczyna na farmie
- Johanna Parposz – Włoszka
- Katie Volding – Kate Caldwell
- Peter Linka – L.A. Chauffeur

## Wersja polska
Opracowanie wersji polskiej: IZ-Text Katowice

Tekst polski: Wojciech Dyczewski

Udźwiękowienie: SupraFilm

W polskiej wersji wystąpili:
- Anita Sajnóg – Jenny Morgan
- Izabella Malik – Kate Caldwell
- Katarzyna Wysłucha – Vivian Berger
- Jan Skupiński – Alex Caldwell
- Ireneusz Załóg – Oliver Caldwell
- Mirosław Neinert – Nigel Kent

oraz:
- Grzegorz Przybył
- Wiesław Sławik
- Krystyna Wiśniewska
- Dariusz Stach
- Wiesław Kupczak

i inni
Lektor: Grzegorz Przybył